# Comité consultatif pour la révision de la Constitution
Pour les articles homonymes, voir Vedel.
Le Comité consultatif pour la révision de la Constitution, dit commission ou comité Vedel, était un comité de réflexion institué le 2 décembre 1992 sous la présidence du juriste français Georges Vedel chargé de proposer des réformes institutionnelles pour la Cinquième République. Il a rendu le 15 février 1993 son rapport au président de la République, François Mitterrand.

## Liste des membres
Ses membres étaient les suivants :
- Président :
  - Georges Vedel, ancien doyen de la faculté de droit et des sciences économiques de Paris, ancien membre du Conseil constitutionnel
- Magistrats de l'ordre administratif et de l'ordre judiciaire :
  - Marceau Long, vice-président du Conseil d'État
  - Pierre Drai, premier président de la Cour de cassation
  - Guy Braibant, président de section au Conseil d'État
  - Suzanne Grévisse (d), président de section honoraire au Conseil d'État, ancien membre du Conseil supérieur de la magistrature
- Professeurs d'université :
  - Jean-Claude Colliard, professeur à l'université Paris-I
  - Mireille Delmas-Marty, professeur à l'université Paris-I
  - Olivier Duhamel, professeur à l'université Paris-I
  - Louis Favoreu, ancien président de l'université de droit, d'économie et des sciences d'Aix-Marseille, professeur à l'université d'Aix-Marseille, président du Centre de droit constitutionnel comparé
  - Alain Lancelot, directeur de l'institut d'études politiques de Paris
  - François Luchaire, ancien président de l'université Paris-I, ancien membre du Conseil constitutionnel, conseiller d'Etat en service extraordinaire
  - Didier Maus, professeur associé à l'université Paris-I
- Personnalités qualifiées :
  - Pierre Mauroy, ancien Premier ministre, sénateur
  - Daniel Soulez-Larivière, avocat au barreau de Paris
  - Pierre Sudreau, ancien ministre
- Rapporteur général :
  - Marie-Françoise Bechtel, maître des requêtes au Conseil d'État.

### Propositions
Sur le thème « Un exécutif mieux défini »
- Le mandat du président de la République garde la même durée (septennat) et reste renouvelable.
- Les « pouvoirs exceptionnels » du Président en application de l'article 16 de la Constitution peuvent être annulés par le Conseil constitutionnel saisi par le président de la République ou conjointement par les présidents des assemblées.
- Les anciens présidents de la République ne sont plus membres de droit du Conseil constitutionnel.
- Le Premier ministre, dans les quinze jours qui suivent sa nomination, engage la responsabilité du Gouvernement devant l'Assemblée nationale.
- Le Médiateur de la République est mentionné dans la Constitution.
- La fonction de ministre est incompatible avec une fonction exécutive locale. Les anciens ministres peuvent retourner au Parlement.
- Les membres du Gouvernement sont pénalement responsables des actes commis dans l'exercice de leurs fonctions et sont jugés par une Cour de justice composée de parlementaires et de magistrats.

Sur le thème « Un Parlement plus actif »
- Le pouvoir de contrôle du Gouvernement par le Parlement est mentionné dans la Constitution.
- Le Parlement délibère sur le budget de la Sécurité sociale.
- Toute intervention des forces armées à l'extérieur du territoire fait l'objet d'une déclaration devant le Parlement au plus tard huit jours après son déclenchement.
- L'état d'urgence est mentionné dans la Constitution, comme c'est le cas depuis 1958 de l'état de siège.
- Le Parlement siège d'octobre à juin (en 1993, il existait deux sessions parlementaires, à l'automne et au printemps) et une séance par semaine est réservée, par priorité, à l'initiative de chaque assemblée, à la discussion des projets et propositions de loi, aux questions des membres du Parlement, à des débats et aux réponses du Gouvernement.
- Le nombre de commissions permanentes est porté à huit, les commissions d'enquête parlementaire sont mentionnées dans la Constitution.
- Le cumul du mandat de parlementaire avec celui de président de conseil général ou régional et avec celui de maire d'une commune de plus de 20 000 habitants est interdit.

Sur le thème « Un citoyen plus présent »
- Le Conseil supérieur de la magistrature comprend un vice-président nommé par le président de la République, cinq magistrats de l'ordre judiciaire élus et quatre personnalités n'appartenant pas à l'ordre judiciaire désignées par le président de l'Assemblée nationale, le président du Sénat, le Conseil constitutionnel et le Conseil d'État. Il est consulté sur les grâces et peut recevoir des plaintes.
- Deux nouveaux droits sont consacrés dans la Constitution par l'article 66 : le respect de la vie privée et de la dignité de la personne ainsi les garanties de la libre communication.
- Les dispositions caduques, relevant de la Communauté, sont abrogées
- Les dispositions de loi qui portent atteinte aux droits fondamentaux reconnus à toute personne par la Constitution peuvent être soumises au Conseil constitutionnel à l'occasion d'une instance en cours devant une juridiction.
- Un référendum peut être organisé à l'initiative d'un cinquième des membres du Parlement soutenue par un dixième des électeurs inscrits sur les listes électorales.

## Transposition des travaux
Le 10 mars 1993, deux projets de loi constitutionnelle sont présentés en Conseil des ministres.
- Le premier est relatif au Conseil constitutionnel, au Conseil supérieur de la magistrature et à la responsabilité des membres du Gouvernement. Modifié par le débat parlementaire, il ne concerne finalement que la modification de la composition du Conseil supérieur de la magistrature, différente de ce qui est proposé dans le rapport, et créé la Cour de justice de la République. Il est adopté par le Congrès le 19 juillet 1993[d].
- Le second est relatif aux pouvoirs de l'exécutif et du Parlement. Il n'a pas été discuté par le Parlement.

La session parlementaire unique est instituée en 1995, et les lois de financement de la Sécurité sociale l'année suivante.
Ultérieurement, et dès la première affaire rendue en 1999, plusieurs membres de la commission expriment leurs regrets sur la Cour de justice de la République,.
Quinze ans après le rapport Vedel, plusieurs de ses propositions sont reprises par le comité de réflexion et de proposition sur la modernisation et le rééquilibrage des institutions (« comité Balladur ») et la loi constitutionnelle du 23 juillet 2008, comme les pouvoirs de contrôle du Parlement, le contrôle des pouvoirs exceptionnels, la création de la question prioritaire de constitutionnalité et du référendum d'initiative partagée.
Maintes fois évoquée, la présence des anciens présidents de la République au Conseil constitutionnel est encore en vigueur en 2023.